# ماوري (أسطورة)
ماوري (بالإنجليزية: Mauri)‏ الروح أو الشبح في الكوسمولوجيا البولينيزية. إنه مبدأ الحياة، الذي يحيي الموتى.